# Ad-Diya
Die arabische Zeitschrift ad-Diya (arabisch الضياء, DMG aḍ-Ḍiyāʾ; deutsch „die Erleuchtung“) erschien von 1898 bis 1906 zweimal monatlich in Kairo. Es existieren acht Jahrgänge mit jeweils 24 Ausgaben (1. bis 3. Jg.) bzw. 20 Ausgaben (4. bis 8. Jg.). Chefredakteur war Ibrahīm al-Yāziǧī (1847–1906), ein libanesischer Sprachgelehrter und Journalist, der aḍ-Ḍiyāʾ auf Wunsch seiner Leser als Nachfolgerin seiner Zeitschrift al-Bayān (1897–1898) herausbrachte. Inhaltlich werden die gleichen Ziele wie bereits in al-Bayān verfolgt (Kultur, Sprache, Erziehung). Der Untertitel der Zeitschrift betont diesen Anspruch: „maǧallat ʿilmīya adabīya ṣaḥīya ṣanāʿīya“ („Eine wissenschaftliche, literarische, gesundheitliche, industrielle Zeitschrift“). Neben zahlreichen wissenschaftlichen und literarischen Themen finden sich Artikel über die Entwicklung der Zeitungslandschaft in Ägypten zur damaligen Zeit wieder.